# Вегард Геггем
Вегард Геггем (норв. Vegard Heggem, нар. 13 липня 1975, Тронгейм) — норвезький футболіст, що грав на позиції захисника.

## Клубна кар'єра
У дорослому футболі дебютував 1995 року виступами за команду клубу «Русенборг», в якій провів три сезони, взявши участь у 57 матчах чемпіонату. За цей час двічі виборював титул чемпіона Норвегії.
1998 року перейшов до клубу «Ліверпуль», за який відіграв 5 сезонів. За цей час додав до переліку своїх трофеїв титул володаря Кубка УЄФА. Завершив професійну кар'єру футболіста виступами за команду «Ліверпуль» у 2003 році

## Виступи за збірні
Протягом 1995–1997 років залучався до складу молодіжної збірної Норвегії. На молодіжному рівні зіграв у 13 офіційних матчах, забив 1 гол.
1998 року дебютував в офіційних матчах у складі національної збірної Норвегії. Протягом кар'єри у національній команді, яка тривала усього 3 роки, провів у формі головної команди країни 20 матчів, забивши 1 гол.
У складі збірної був учасником чемпіонату Європи 2000 року у Бельгії та Нідерландах.
| Дата       | Місто     | Господарі | Результат | Гості      | Турнір             | Голи | Примітки |
| ---------- | --------- | --------- | --------- | ---------- | ------------------ | ---- | -------- |
| 25/02/1998 | Марсель   | Франція   | 3 – 3     | Норвегія   | товариський матч   | 1    |          |
| 19/08/1998 | Осло      | Норвегія  | 0 – 0     | Румунія    | товариський матч   | -    |          |
| 06/09/1998 | Осло      | Норвегія  | 1 – 3     | Латвія     | Відбір до ЧЄ 2000  | -    |          |
| 10/10/1998 | Любляна   | Словенія  | 1 – 2     | Норвегія   | Відбір до ЧЄ 2000  | -    |          |
| 14/10/1998 | Осло      | Норвегія  | 2 – 2     | Албанія    | Відбір до ЧЄ 2000  | -    |          |
| 18/11/1998 | Каїр      | Єгипет    | 1 – 1     | Норвегія   | товариський матч   | -    |          |
| 10/02/1999 | Піза      | Італія    | 0 – 0     | Норвегія   | товариський матч   | -    |          |
| 27/03/1999 | Афіни     | Греція    | 2 – 0     | Норвегія   | Відбір до ЧЄ 2000  | -    |          |
| 20/05/1999 | Осло      | Норвегія  | 6 – 0     | Ямайка     | товариський матч   | -    |          |
| 30/05/1999 | Осло      | Норвегія  | 1 – 0     | Грузія     | Відбір до ЧЄ 2000  | -    |          |
| 18/08/1999 | Осло      | Норвегія  | 1 – 0     | Литва      | товариський матч   | -    |          |
| 04/09/1999 | Осло      | Норвегія  | 1 – 0     | Греція     | Відбір до ЧЄ 2000  | -    |          |
| 08/09/1999 | Осло      | Норвегія  | 4 – 0     | Словенія   | Відбір до ЧЄ 2000  | -    |          |
| 09/10/1999 | Рига      | Латвія    | 1 – 2     | Норвегія   | Відбір до ЧЄ 2000  | -    |          |
| 14/11/1999 | Осло      | Норвегія  | 0 – 1     | Німеччина  | товариський матч   | -    |          |
| 23/02/2000 | Стамбул   | Туреччина | 0 – 2     | Норвегія   | товариський матч   | -    |          |
| 27/05/2000 | Осло      | Норвегія  | 2 – 0     | Словаччина | товариський матч   | -    |          |
| 03/06/2000 | Осло      | Норвегія  | 1 – 0     | Італія     | товариський матч   | -    |          |
| 13/06/2000 | Роттердам | Іспанія   | 0 – 1     | Норвегія   | ЧЄ 2000 - 1-й етап | -    |          |
| 18/06/2000 | Льєж      | Югославія | 1 – 0     | Норвегія   | ЧЄ 2000 - 1-й етап | -    |          |
| Усього     |           | Матчів    | 20        |            | Голів              | 1    |          |

## Досягнення
- Чемпіон Норвегії (3):

«Русенборг»: 1995, 1996, 1997
- Володар Кубка Норвегії (1):

«Русенборг»: 1995
- Володар Кубка УЄФА (1):

«Ліверпуль»: 2000–01
| Футболіст | Це незавершена стаття про футболіста. Ви можете допомогти проєкту, виправивши або дописавши її. |